# Sam u kući 5
Sam u kući 5 (eng. Home Alone: The Holiday Heist) je američko-kanadska obiteljska komedija iz 2012. godine s Christianom Martynom u glavnoj ulozi.

## Radnja
Obitelj Baxter se sele iz Kalifornije u Maine. U novom domu 10-godišnji Finn Baxter (Christian Martyn) uživa igrati videoigre dok njegova starija sestra Alexis (Jodelle Ferland) ne ispušta telefon iz ruku. Njihov otac Curtis (Doug Murray) i majka Catherine (Ellie Harvie) žele da im se sin druži s vršnjacima pa se Finn sprijatelji sa susjedom Masonom (Peter Dacunha), koji Finna uvjerava da duh gangstera Gravana opsjeda novi dom Baxterovih. Jedan dan njihovi roditelji zapnu u gradu, a kuću namjeravaju opljačkati troje lopova... Jedino je Finn i Alexis mogu obraniti.

## Uloge
- Christian Martyn kao Finn Baxter
- Jodelle Ferland kao Alexis Baxter
- Malcolm McDowell kao Sinclair
- Debi Mazar kao Jessica
- Eddie Steeples kao Hughes
- Ellie Harvie kao Catherine Baxter
- Doug Murray kao Curtis Baxter
- Bill Turnbull kao Simon
- Edward Asner kao gospodin Carson
- Peter DaCunha kao Mason
- Evan Scott kao Djed Božićnjak
- Shah Rukh Khan kao indijski videoigrač